# 두플레크

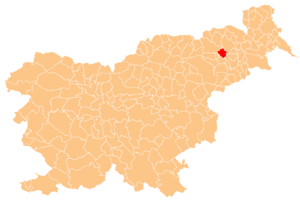
두플레크의 위치

두플레크(슬로베니아어: Duplek)는 슬로베니아의 도시로 면적은 40.0km2, 높이는 229m, 인구는 5,938명(2002년 기준), 인구 밀도는 148.5명/km2이다.